# HD 195554
HD 195554，又名BD+55 2411，SAO 32627、HR 7843，是一颗恒星，视星等为5.91，位于銀經91.89，銀緯9.92，其B1900.0坐标为赤經20h 26m 57.2s，赤緯+55° 9.92′ 57″。